# Emma Meesseman
Emma Meesseman   (Ieper, 13 de maig de 1993) és una jugadora de bàsquet belga del Fenerbahçe de l'Eurolliga. Després de jugar a bàsquet a Bèlgica, Meesseman va ser seleccionada pels Washington Mystics a la segona ronda del draft de la WNBA de 2013. També ha jugat a la selecció internacional belga i a diversos equips professionals europeus. Va ser nomenada Jugadora Femenina Jove de l'Any de FIBA Europa 2011 i MVP de les Finals de la WNBA 2019. Meesseman va estudiar ciències de l'activitat física i de l'esport a la Vrije Universiteit Brussel.
Meesseman va liderar la selecció belga cap al seu primer títol al Campionat del Món de 2023 en derrotar a la final a la selecció espanyola, Va ser nomenada MVP del torneig i a l'All Star 5 del campionat. Meesseman també va fer història després de convertir-se en la primera jugadora en aconseguir un triple doble a l'esdeveniment.
La mare de Meeseman, Sonja Tankrey, també va ser jugadora de bàsquet professional. Meesseman parla neerlandès, francès i anglès amb fluïdesa. També va néixer amb un 50% de capacitat auditiva i per això porta audiòfons darrere les orelles per a compensar la manca d'audició.